# Hypagyrtis deplanaria
Hypagyrtis deplanaria är en fjärilsart som beskrevs av Achille Guenée 1858. Hypagyrtis deplanaria ingår i släktet Hypagyrtis och familjen mätare. Inga underarter finns listade i Catalogue of Life.